# Volksbad Sudenburg

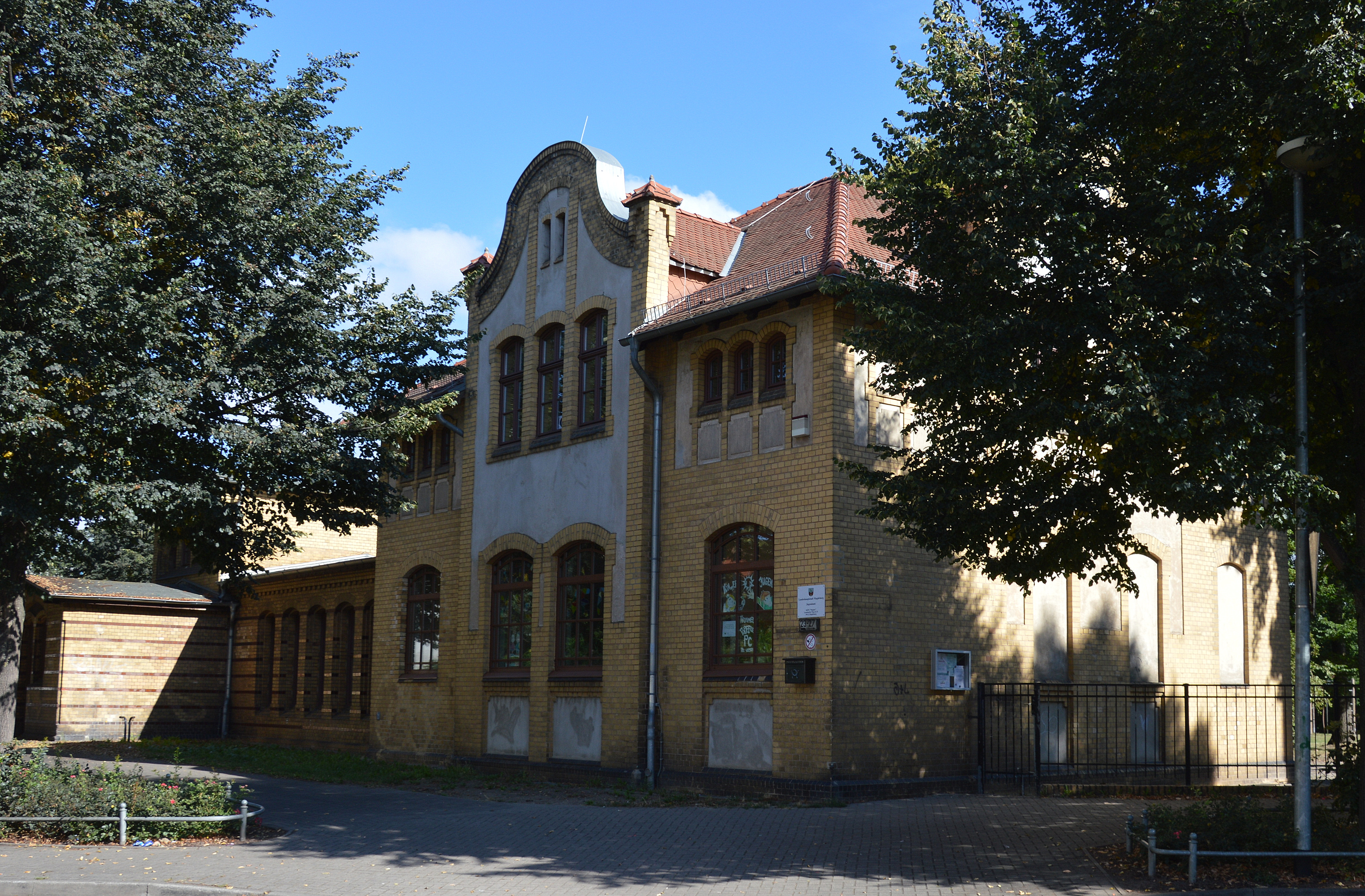
Volksbad Sudenburg, Blick auf den 1906 angefügten Anbau, im Hintergrund Bau von 1890/91

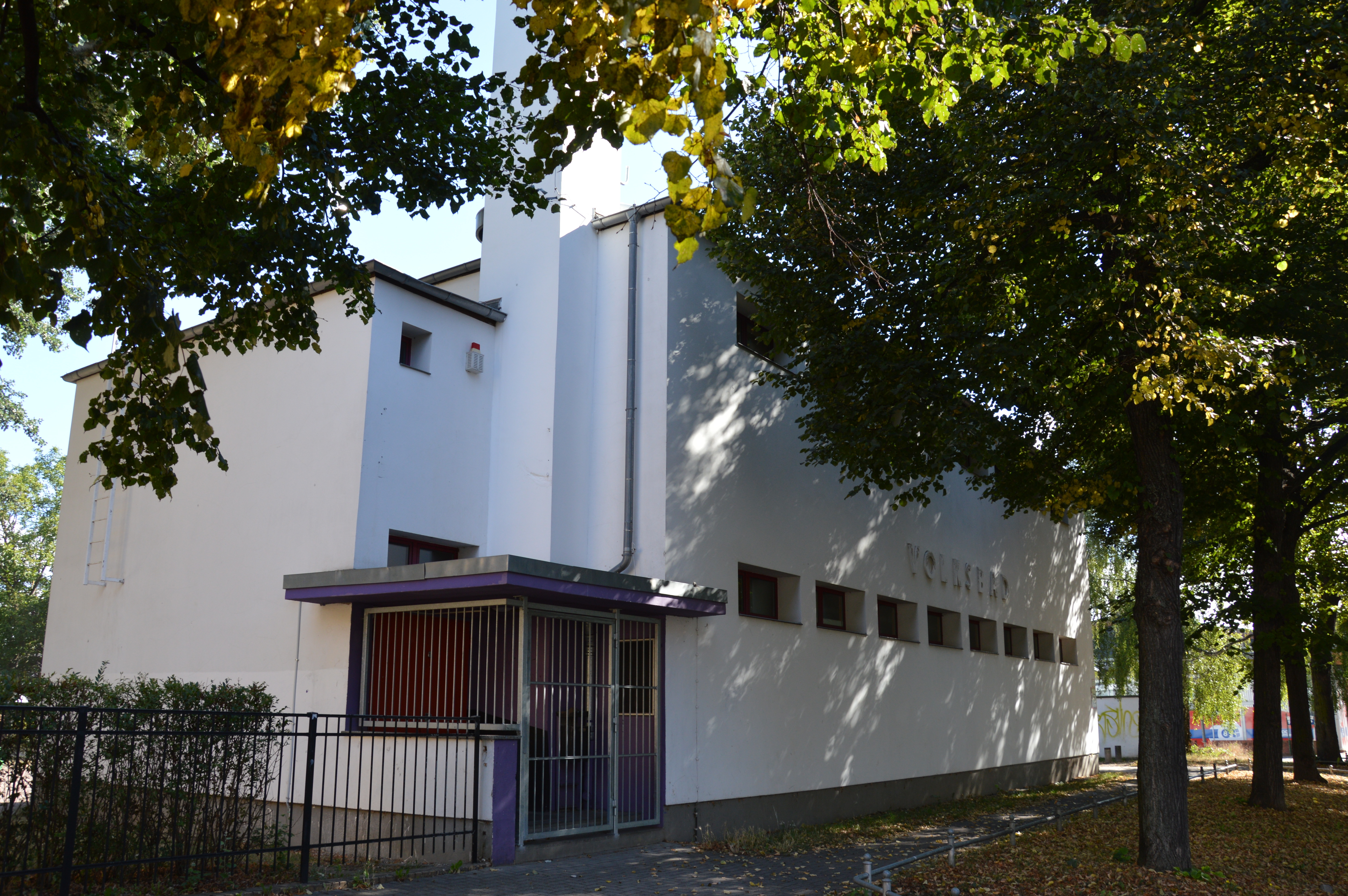
Göderitzbau von 1928/29

Das Volksbad Sudenburg ist eine denkmalgeschützte ehemalige Badeanstalt in Magdeburg in Sachsen-Anhalt.

## Lage
Es befindet sich auf der Nordostseite des Lemsdorfer Wegs im Magdeburger Stadtteil Sudenburg an der Adresse Lemsdorfer Weg 21, 23, 25.

## Geschichte und Architektur
Die Anlage besteht aus zwei Gebäuden. Das Ältere entstand 1890/91 durch den Stadtbaurat Otto Peters und Stadtbaumeister Emil Jaehn. Grund für die Anlage der Badeanstalt war das Bestreben zur Verbesserung der Hygiene insbesondere für die Bewohner der Mietshäuser, in denen keine Bäder bestanden. Das ältere Gebäude wurde als zweiflügeliger gelber Backsteinbau mit historisierenden Elementen errichtet. Das symmetrisch angelegte Gebäude verfügt über zwei jeweils fünfachsige Trakte für Frauen und Männer, in denen Brause- und Wannenbäder angeordnet waren. Zwischen den beiden Trakten ist ein erhöhter Eingangsbereich angeordnet. Hier besteht ein vierteiliges Thermenfenster, das nicht nur als bauzeitliches Element, sondern auch als Verweis auf die römische Bädertradition verstanden wird. Die Fassade des Hauses ist mit Lagen von roten glasierten Ziegeln gegliedert. Bedeckt ist das Gebäude mit einem flachen Satteldach. 1900 wurde der Bereich des Eingangs verändert und 1912 auf der Rückseite ein Anbau angefügt.
Auf der rechten Seite wurde 1906 auf quadratischem Grundriss ein größerer Anbau errichtet, der von einem Walmdach bedeckt ist und Anklänge des Jugendstils erkennen lässt. Der so geschaffene Raum diente als Baderaum für Kinder mit Skrofulose. Dieser Gebäudeteil ist auf drei Seiten mit geschwungenen Giebeln versehen. Zum Lemsdorfer Weg hin ruht der Giebel auf einem flachen Risaliten. Links und rechts hiervon bestehen turmartige Erhöhungen. Die Fassade des Anbaus ist durch gelbe Ziegel und damit abwechselnden hellen Putzflächen geprägt.
In den 1920er Jahren wurde die Badeanstalt in eine Kleinkindertagesstätte umgebaut. Zugleich errichtete das städtische Hochbauamt 1928/29 nach Plänen von Johannes Göderitz und Fritz Kneller östlich des ursprünglichen Baus ein neues zweigeschossiges Volksbad. Die Fassade des weißverputzten quaderförmigen Baus ist durch schmale Bänder aus liegenden rechteckigen Fenstern gegliedert. Der Eingang befindet sich in einem Erker, in dem auch das Treppenhaus untergebracht ist. Vor dem Eingang ist ein Vordach gespannt. Im Winkel zwischen Eingangserker und dem eigentlichen Badehaus ist ein viereckiger Schornstein gesetzt. Mit der Verbreitung privater Bäder in den Wohnungen ging die ursprüngliche Aufgabe des Gebäudes verloren.
Das Volksbad Sudenburg gilt als sozialgeschichtliches Beispiel für die städtische Hygieneförderung.
Im örtlichen Denkmalverzeichnis ist die Badeanstalt unter der Erfassungsnummer 094 15594 als Baudenkmal verzeichnet.